# Смит, Альфред
Альфред Эмануэль «Эл» Смит (англ. Alfred Emanuel "Al" Smith; 30 декабря 1873, Манхэттен, Нью-Йорк, штат Нью-Йорк, США — 4 октября 1944, Нью-Йорк, штат Нью-Йорк, США) — американский политик-демократ, член Ассамблеи штата Нью-Йорк от 2-го избирательного округа (1904-1915), шериф города Нью-Йорк (1916-1917), 8-й президент Совета старейшин города Нью-Йорк (1917-1918), 42-й губернатор штата Нью-Йорк (1919-1920; 1923-1928). В 1928 году был официальным кандидатом в президенты США от демократов, но с треском проиграл выборы из-за антикатолических настроений, осуждения Ку-клукс-клана и судов Линча, и различных скандалов. Стал первым католиком, выдвинутым в президенты от какой-либо из двух крупнейших политических партий США. В 1932 году неудачно участвовал в праймериз Демократической партии. В годы президентства Франклина Рузвельта, давнего друга и политического союзника, Смит активно критиковал его внутреннюю политику. Однако ближе к смерти Смита Рузвельт и Смит примирились.

## Биография

#### Ранние годы
Альфред Эмануэль Смит родился 30 декабря 1873 года в Манхэттене в семье Джозефа Альфреда Смита и его супруги Кэтрин Смит (урождённая Мэлвихилл). Отец был потомком итальянских иммигрантов, мать - из рода ирландских иммигрантов. Альфред Смит имел также немецкие и английские корни. Сам он себя ассоциировал прежде всего с ирландской диаспорой США. По собственным словам, рос вместе с Бруклинским мостом. Отец Альфреда был владельцем небольшой фирмы грузоперевозок. Он умер, когда Альфреду было 13 лет. Из-за этого Альфред в 14 лет бросил обучение в католической школе Сент-Джеймс и начал работать на рыбном рынке, дабы помогать семье. Альфред Смит не получил ни среднего, ни высшего образования, компенсировав это службой при католической церкви, работой за 12 долларов в неделю на рыбном рынке и успехами в театральной деятельности. Играя в театре, Альфред Смит обнаружил у себя дар красноречия. Впоследствии он стал успешным политическим оратором. 

#### Ранняя политическая карьера
В один момент Альфред Смит примкнул к Демократической партии. В 1895 году он дебютировал в политике как следователь в Офисе комиссара присяжных заседателей, назначенного Тамани-Холлом. В 1903 году провёл первую свою успешную предвыборную кампанию и был избран в Ассамблею штата Нью-Йорк от 2-го избирательного округа.  
В 1904-1915 годах - депутат Ассамблеи штата Нью-Йорк от 2-го избирательного округа. Всячески обозначал себя человеком из простого народа, выступал за лучшие условия труда для рабочих, активно отстаивал интересы рабочих, сотрудничал в этом с Фрэнсис Перкинс. Активные усилия Альфреда Смита в деле улучшения условий труда для рабочих штата Нью-Йорк, проведения соответствующих социальных реформ и внесения соответствующих изменений в трудовое законодательство привели к тому, что в 1910-е годы штат Нью-Йорк стал одним из самых прогрессивных штатов США в плане трудового законодательства. Альфред Смит много сделал и для того, чтобы на предприятиях штата Нью-Йорк стало безопаснее работать. В 1911-1912 годах он был лидером большинства в Ассамблее штата Нью-Йорк и главой комитета по путям и средствам, в 1912-1913 годах - лидером меньшинства в Ассамблее штата Нью-Йорк. В 1913 году открывал очередную сессию Ассамблеи штата Нью-Йорк. На момент избрания шерифом города Нью-Йорк в ноябре 1915 года считался лидером прогрессивных сил своего штата и пользовался финансовой поддержкой Белль Московиц, которая была руководителем его предвыборной кампании 1915 года и главным его помощником.  
В 1916-1917 годах - шериф города Нью-Йорк, в 1917-1918 годах - президент Совета старейшин города Нью-Йорк. 5 ноября 1918 года впервые был избран губернатором штата Нью-Йорк. 

#### Губернаторство
В 1919-1920 и 1923-1928 годах - губернатор штата Нью-Йорк. На губернаторских выборах 2 ноября 1920 года проиграл республиканцу Натану Льюису Миллеру, но уже на следующих выборах 7 ноября 1922 года вновь был избран губернатором штата Нью-Йорк. Успешно переизбирался в 1924 и 1926 годах. В 1928 году не переизбирался, так как баллотировался на пост президента. Губернатором штата Нью-Йорк был избран Франклин Рузвельт, который тогда был близким другом и политическим союзником Альфреда Смита.
В 1919 году Альфред Смит порвал с издателем Уильямом Рэндольфом Хёрстом, представителем левого крыла Демократической партии. Хёрст критиковал Смита за то, что тот как губернатор не снижал цены на молоко в пределах штата Нью-Йорк.
Последовательный противник Сухого закона, Альфред Смит победил на губернаторских выборах 1922 года во многом благодаря этому. Став губернатором штата Нью-Йорка во второй раз, Смит сильно ослабил действие Сухого закона в своём штате. Посетителям его особняка в Олбани предлагали и подавали алкоголь без каких-либо ограничений. 
Как губернатор, Альфред Смит создал в Нью-Йорке систему государственных парков, реформировал чиновничий аппарат штата, упорядочил выплату пенсий и трудовых компенсаций, а также улучшил ситуацию с женским трудом. Русские эмигранты, однако, обвиняли его в популизме и бездеятельности.
В 1924 году Альфред Смит попытался выдвинуться кандидатом в президенты от демократов для участия в президентских выборах 4 ноября, но демократы выдвинули Джона Дэвиса, который проиграл выборы. Уже тогда Смит осуждал Ку-клукс-клан и суды Линча. Также он защищал гражданские и избирательные права афроамериканцев, что тогда было нехарактерно для демократов. 
В 1928 году Альфред Смит вновь решил выдвинуться в кандидатом в президенты от демократов. На этот раз демократы официально выдвинули его в паре с Джозефом Робинсоном, сенатором от штата Арканзас и лидером меньшинства в Сенате. Смит расположил к себе католиков, противников Сухого закона и большой процент афроамериканцев, имевших возможность голосовать. Однако республиканцы выдвинули кандидатом в президенты популярного Герберта Гувера. Принадлежность к католицизму стала причиной мощной антикатолической истерии по всей территории США, особенно на Юге и в наиболее протестантских штатах. Смит в рамках этой истерии подвергался резким нападкам и рассматривался как марионетка Папы Римского, что стало хорошим козырем в руках протестанта Гувера. К тому же Смиту было мало за что критиковать Гувера, во многом ассоциировавшегося с экономическим процветанием 1920-х годов. Гувер провёл активную избирательную кампанию и заручился поддержкой немалого процента южан, которых успокоил заверениями в том, что не станет давить на южные штаты с требованием запретить суды Линча. Агенты Гувера в южных штатах даже говорили, что Гувер признаёт превосходство белых. Из-за этого от Смита, защитника прав афроамериканцев и к тому же католика, отвернулась часть избирателей Юга США. Однако на президентских выборах 1928 года за пару демократов проголосовало больше афроамериканцев, чем на каких-либо предыдущих президентских выборах. Смит всячески подчёркивал поддержку прав афроамериканцев публично. Несколько афроамериканцев работало в предвыборном штабе Смита, а некоторые видные афроамериканцы открыто поддержали его кандидатуру. При этом напарником Смита был Робинсон, сенатор-южанин из Арканзаса. Смита парадоксальным образом поддержал Теодор Бильбо, губернатор штата Миссисипи, отличавшийся резкой расистской риторикой. Бильбо распустил слух о том, что Гувер общался с афроамериканкой, и избиратели Миссисипи в большинстве своём поддержали Смита при том, что он защищал права афроамериканцев. Против Смита работали и его сомнительные связи с Тамани-Холлом. Президентские выборы 6 ноября Смит позорно проиграл, набрав всего 87 голосов выборщиков против 444 у Гувера. Гувер набрал 58,2% голосов избирателей, Смит - лишь 40,80%. Смит выиграл лишь в Арканзасе, Луизиане, Миссисипи, Алабаме, Джорджии и Южной Каролине. Также он выиграл в Массачусетсе и Род-Айленде. Ранее кандидат в президенты от демократов выигрывал в двух этих штатах лишь однажды, в 1912 году. Президентские выборы в США 1928 года стали первыми президентскими выборами, когда демократы переориентировались на избирателей-афроамериканцев, а республиканцы - на избирателей-южан. 
31 декабря 1928 года Альфред Смит официально передал губернаторские полномочия Франклину Рузвельту. 

#### После губернаторства
После ухода с поста губернатора штата Нью-Йорк Альфред Смит был президентом компании Empire State, Inc., построившей и эксплуатировавшей Эмпайр-стейт-билдинг. Также он был президентом Попечительского Совета Колледжа лесного хозяйства штата Нью-Йорк при Сиракузском университете и почётным смотрителем зоопарка в Центральном парке Нью-Йорка.  
В 1932 году Альфред Смит попытался выдвинуться кандидатом в президенты от демократов, но демократы выдвинули Франклина Рузвельта. К тому моменту Смит и Рузвельт были уже политическими оппонентами, а не союзниками. Когда Рузвельт стал президентом США и начал проводить политику "Нового курса", Смит стал активным критиком такой политики и стал одним из основателей и лидеров Американской Лиги свободы, в которую вошли демократы, не одобрявшие политику Рузвельта. Лига, однако, не стала популярной и была распущена в 1940 году. Смит стал настолько оппозиционен Рузвельту, что поддержал кандидатов в президенты от республиканцев на выборах 1936 и 1940 годов. При этом Смит продолжал общаться с Элеонорой Рузвельт. С 1939 года Смит и президент Рузвельт сблизились за счёт одинакового отношения ко Второй мировой войне, а в 1940-е годы, незадолго до смерти Смита, они окончательно примирились. За 5 месяцев до смерти Смита скончалась супруга Смита. Рузвельт выразил ему соболезнования. Смит был очень тронут этим. 
Альфред Смит был последовательным и активным критиком нацистского режима в Германии.  
Альфред Смит скончался 4 октября 1944 года от инфаркта миокарда. Похоронен он был на католическом кладбище Голгофа.  

## Семья
В 1900 году Альфред Смит женился на Кэтрин Энн Дан. У супругов было пятеро детей, включая дочь Эмили, вышедшую замуж за полицейского и музыканта Джона Адамса Уорнера. Кэтрин Энн Данн умерла в мае 1944 года от рака. Альфред Смит пережил её лишь на 5 месяцев. 

## Награды и почести
В 1929 году Альфред Смит был награждён медалью "Laetare", которая в США считается самой престижной наградой для католиков. Спустя 10 лет Смит был назначен камергером Папы Римского, чего редко удостаиваются католики-миряне. 

## Память
- Именем Альфреда Смита названо административное здание в Олбани.
- В Нижнем Манхэттене неподалёку от родного дома Альфреда Смита есть Дом губернатора Альфреда Смита.
- В Нью-Йорке именем Альфреда Смита названы игровая площадка и центр молодёжной активности рядом с Двумя мостами.
- Имя Альфреда Смита носит пожарная служба города Нью-Йорк.
- В Смиттауне (штат Нью-Йорк) именем Альфреда Смита назван государственный парк.
- Имя Альфреда Смита носит школа в Верхнем Вест-Сайде Манхэттена.
- Имя Альфреда Смита носит школа в Китайском квартале Манхэттена.
- Имя Альфреда Смита носит средняя школа карьеры и технического образования в Южном Бронксе.
- Имя Альфреда Смита носит католический благотворительный фонд.
- Имя Альфреда Смита носит одно из общежитий при Бингемтонском университете.
- Имя Альфреда Смита носит одно из общежитий при Колледже Фармингдейл.
- Имя Альфреда Смита носит одна из военных баз Национальной гвардии штата Нью-Йорк.

## Образ в искусстве
- Альфред Смит присутствует как персонаж в книге Синклера Льюиса "Человек, который знал Кулиджа" (1928).
- Альфред Смит присутствует как персонаж в фильме "Восход солнца в Кампобелло" (США, 1960). Его роль исполнил Алан Банс.
- Альфред Смит присутствует как персонаж в серии книг "Альтернативная история Южной победы" Гарри Тертледава.
- Альфред Смит присутствует как персонаж в фильме "Тёплые источники" (США, 2005). Его роль исполнил Уилбур Фицджеральд.

## Книги
- Up to Now: An Autobiography (The Viking Press, 1929)